# 10722 Monari
10722 Monari este un asteroid din centura principală de asteroizi.

## Descriere
10722 Monari este un asteroid din centura principală de asteroizi. A fost descoperit pe 1 octombrie 1986 la Observatorul San Vittore din Bologna. Asteroidul prezintă o orbită caracterizată de o semiaxă mare de 2,34 ua, o excentricitate de 0,22 și o înclinație de 14,6° în raport cu ecliptica.